# Keichū
Keichū (jap. 契沖), właśc. Kūshin Shimokawa (jap. 下川空心 Shimokawa Kūshin); ur. 1640, zm. 1701 – japoński mnich buddyjski ezoterycznej szkoły shingon, uczony i poeta.

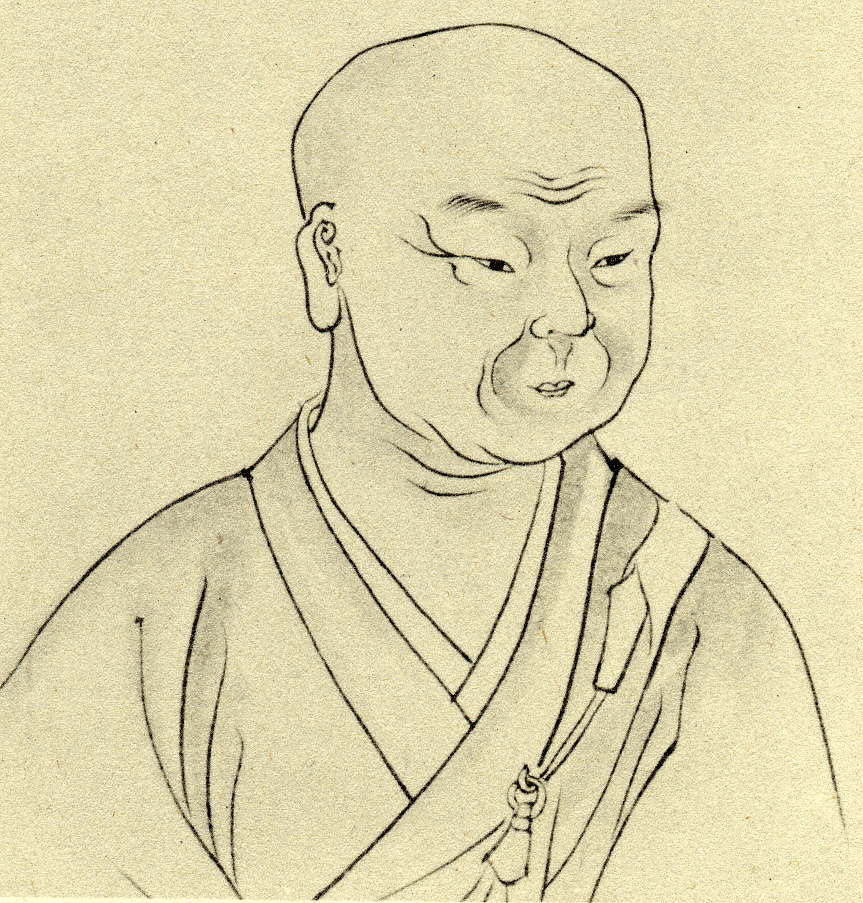
Portret Keichū

Pochodził z Amagasaki (ob. w prefekturze Hyōgo). W wieku 11 lat wstąpił do klasztoru. Osiągnął tytuł mistrza (ajari) w kompleksie klasztornym Kōya-san. Związany był z nurtem ryōbu shintō, łączącym buddyzm z elementami tradycyjnej religii shintō.
Zajmował się studiami nad literaturą japońską i chińską, a także językoznawstwem. Odrzucił propozycję zatrudnienia na dworze daimyō hanu Mito, Mitsukuniego Tokugawy, dedykował mu jednak napisany w latach 1683–1690 komentarz do Man’yōshū. Jest również autorem komentarzy do Genji monogatari, Ise monogatari i innych dzieł klasycznych, a także rozprawy o piśmie kana Waji shōran-shō.